# Бодзанувек (Радзейовський повіт)
Бодзанувек (пол. Bodzanówek) — село в Польщі, у гміні Осенцини Радзейовського повіту Куявсько-Поморського воєводства.
Населення — 89 осіб (2011).
У 1975-1998 роках село належало до Влоцлавського воєводства.

## Демографія
Демографічна структура станом на 31 березня 2011 року:
|          | Загалом | Допрацездатний вік | Працездатний вік | Постпрацездатний вік |
| -------- | ------- | ------------------ | ---------------- | -------------------- |
| Чоловіки | 43      | 13                 | 25               | 5                    |
| Жінки    | 46      | 6                  | 30               | 10                   |
| Разом    | 89      | 19                 | 55               | 15                   |